# Gary Hunt
Roger Gary Hunt (Londra, 11 giugno 1984) è un tuffatore britannico naturalizzato francese specializzato nella piattaforma 10 m e nelle grandi altezze.
In ques'ultima disciplina è stato campione iridato nelle grandi altezze per la Gran Bretagna a Kazan' 2015 e Gwangju 2019. Dal 2020 compete per la Francia, per la quale ha garegiato ai Giochi olimpici di Parigi 2024.

## Biografia
Intrattiene una relazione sentimentale con l'attrice francese Sabine Ravinet. Ha ottenuto la nazionalità francese nel 2020.
Ai mondiali di Barcellona 2013 ha vinto l'argento nei tuffi dalle grandi altezze. Sì è la laureato campione iridato nella stessa disciplina ai mondiali di Kazan' 2015 e Gwangju 2019.
Dal 2020 ha iniziato a gareggiare per la Francia.
Ha ottenuto il 6º posto nel sincro 10 metri ai III Giochi europei di Kraków Małopolska 2023, con Loïs Szymczak, con cui ha iniziato a fare coppia fissa nella disciplina.
Ai mondiali di Fukuoka 2023 ha vinto il bronzo nelle grandi altezze e si è piazzato 17º nel sincro 10 m, mentre a quelli di Doha 2024 ha vinto l'argento nell grandi altezze e ha ottenuto il 19º posto nel sincro 10 m. Dopo i mondiali del 2024 ha annunciato il ritiro dalla disciplina delle grandi altezze.
Agli europei di nuoto di Belgrado 2024 ha ottenuto il 7º posto nel sincro 10 m.
Ha rappresentato la Francia ai Giochi olimpici estivi di Parigi 2024, terminando all'8º posto nel sincro 10 m, sempre con Loïs Szymczak.

## Palmarès

### Con la Gran Bretagna
- Mondiali

Barcellona 2013: argento nei tuffi dalle grandi altezze
Kazan' 2015: oro nei tuffi dalle grandi altezze.
Gwangju 2019: oro nei tuffi dalle grandi altezze.

### Con l'Inghilterra
- Giochi del Commonwealth

Melbourne 2006: bronzo dalla piattaforma 10 metri sincro;

### Con la Francia
- Mondiali

Fukuoka 2023: bronzo nei tuffi dalle grandi altezze
Doha 2024: argento nei tuffi dalle grandi altezze

## Riconoscimenti
- Atleta dell'anno FINA: 2015, 2016, 2018, 2019